# Matthiola maderensis
Matthiola maderensis Lowe è una pianta floreale appartenente alla famiglia delle Brassicaceae, endemica dell'isola di Madera.

## Descrizione
È una pianta a cespuglio, alta fino a 100 – 150 cm, con lunghe foglie lanceolate di colore verde argenteo, con racemi ramificati di fiori fragranti.